# جینهه
شهر جینهه (به کره‌ای: 진해) (به انگلیسی: Jinhae) با جمعیت ۱۵۰٫۰۶۳ نفر در ایالت جئونسانگنام-دو در کشور کره‌جنوبی واقع شده‌است.